# Arthur Middleton
Arthur Middleton (ur. 26 czerwca 1742 w Middleton Place, Charleston (Karolina Południowa), zm. 1 stycznia 1787 w (Hrabstwie Berkeley) – amerykański delegat Kongresu Kontynentalnego ze stanu Karolina Południowa, sygnatariusz Deklaracji Niepodległości Stanów Zjednoczonych.

## Życiorys
Artur Middleton, urodził się w majątku ojca Middleton Place, w pobliżu Charleston (Hrabstwo Berkeley) w stanie Karolina Południowa, wczesną edukację otrzymał od prywatnych nauczycieli i w szkołach w Charleston, uczęszczał do Westminster School i Trinity Hall na Uniwersytecie Cambridge w Anglii, studiował prawo w Temple (Londyn), ale nie praktykował; powrócił do Karoliny Południowej w 1763 r.; sędzia pokoju w Hrabstwie Berkeley w 1765 r., ponownie sędzia pokoju w latach 1776/86, brał udział w wojnie o niepodległość Stanów Zjednoczonych; przebywał w więzieniu u Brytyjczyków od maja 1780 r. do lipca 1781 r., kiedy został wymieniony i powrócił do Karoliny Południowej; członek Kongresu Kontynentalnego w latach 1776/77 i 1781/82; wybrany gubernator Karoliny Południowej w 1778 r., ale odmówił; zmarł w The Oaks, w pobliżu Charleston, w stanie Karolina Południowa.